# Горбовська волость
Горбовська волость — історична адміністративно-територіальна одиниця Чернігівського повіту Чернігівської губернії з центром у містечку Горбове.
Станом на 1885 рік складалася з 11 поселень, 10 сільських громад. Населення — 6418 осіб (3206 чоловічої статі та 3212 — жіночої), 1163 дворових господарства.
|                     | Площа, десятин | У тому числі орної, дес. |
| ------------------- | -------------- | ------------------------ |
| Сільських громад    | 8483           | 5767                     |
| Приватної власності | 6507           | 3674                     |
| Іншої власності     | 233            | 135                      |
| Загалом             | 15223          | 9576                     |

Основні поселення волості:
- Горбове — колишнє державне й власницьке містечко при річці Угор за 20 верст від повітового міста, 1373 особи, 254 двори, православна церква, школа, 3 постоялих двори, 2 лавки, 23 вітряних млини, крупорушка, 4 маслобійних заводи, щорічний ярмарок. За 7 верст — цегельний завод.
- Авдіївка — колишнє державне й власницьке село при річці Десна, 980 осіб, 183 двори, православна церква, постоялий будинок, 17 вітряних млинів, 2 маслобійних заводи.
- Бакланова Муравійка — колишнє державне й власницьке село при річці Лебідь, 832 особи, 158 дворів, православна церква, 19 вітряних млинів, 3 маслобійних, винокурний і цегельний заводи.
- Вершинова Муравійка — колишнє державне й власницьке село при болоті, 664 особи, 123 двори, православна церква, 15 вітряних млинів, 2 маслобійних заводи.
- Виблі — колишнє державне й власницьке село при річці Угра, 1362 особи, 278 двори, 2 православні церкви, школа, 3 постоялих двори, 35 вітряних млинів, маслобійний завод.

1899 року у волості налічувалось 9 сільських громад, населення зросло до 9152 особи (4629 чоловічої статі та 4523 — жіночої).